# Frank Trentmann
Frank Trentmann (* 18. Juli 1965 in Hamburg) ist ein deutscher Historiker. Er ist Professor für Geschichte am Birkbeck College der Universität London. Sein Forschungsschwerpunkt ist die Geschichte des Konsums.

## Leben
Frank Trentmann machte 1984 sein Abitur am Gymnasium Altona, studierte anschließend Medizin und Geschichte an der Universität Hamburg, erwarb den Bachelor-Grad an der London School of Economics und den Master-Grad an der Harvard University, wo er auch als Ph.D. promovierte. Trentmann lehrte an der Princeton University, der Universität Bielefeld und war Fernand Braudel Senior Fellow am European University Institute.
2014 war er Moore Distinguished Fellow am California Institute of Technology.
2017 erhielt er von der Alexander von Humboldt-Stiftung den Humboldt-Forschungspreis, 2023 von der Ruhr-Universität Bochum den Bochumer Historikerpreis.
Für sein 2008 erschienenes Buch Free Trade Nation erhielt er den Whitfield Prize der Royal Historical Society und sein Buch Herrschaft der Dinge. Die Geschichte des Konsums vom 15. Jahrhundert bis heute wurde 2018 als Wissenschaftsbuch des Jahres in der Kategorie „Geistes-/Sozial-/Kulturwissenschaft“ ausgezeichnet.

## Veröffentlichungen

### Als Verfasser
- Free Trade Nation. Consumption, Civil Society and Commerce in Modern Britain. Oxford University Press, Oxford 2008, ISBN 978-0-19-920920-0.
- Empire of Things. How we became a world of consumers from the fifteenth century to the twenty-first. Allen Lane, London 2016, ISBN 978-0-7139-9962-4.
  - Herrschaft der Dinge. Die Geschichte des Konsums vom 15. Jahrhundert bis heute. Aus dem Englischen von Klaus-Dieter Schmidt und Stephan Gebauer-Lippert. Deutsche Verlags-Anstalt, München 2017, ISBN 978-3-421-04273-6.
- Out of the Darkness. The Germans, 1942–2022. Penguin Random House, London 2023, ISBN 978-0-241-30349-8.
  - Aufbruch des Gewissens. Eine Geschichte der Deutschen von 1942 bis heute. Übersetzt von Henning Dedekind, Heide Lutosch, Sabine Reinhardus, Franka Reinhart, Karin Schuler, S. Fischer Verlag, Frankfurt am Main 2023, ISBN 978-3-10-397316-7.

### Als Herausgeber und Mitherausgeber
- Paradoxes of Civil Society. New Perspectives on Modern German and British History. Berghahn, Oxford 2000, ISBN 1-57181-142-7.
- The Making of the Consumer. Knowledge, Power and Identity in the Modern World. Berg, Oxford 2006, ISBN 1-84520-248-1.
- Is Free Trade Fair? New Perspectives on the World Trading System. Smith Institute, London 2009, ISBN 1-905370-43-1.
- The Oxford Handbook of the History of Consumption. Oxford University Press, Oxford 2012, ISBN 978-0-19-956121-6.

### Als Mitherausgeber
- mit Mark Bevir: Critiques of Capital in Modern Britain and America. Transatlantic Exchanges. Palgrave Macmillan, Basingstoke 2002, ISBN 0-333-98081-6.
- mit Mark Bevir: Markets in Historical Contexts. Ideas and Politics in the Modern World. Cambridge University Press, Cambridge 2004, ISBN 0-521-83355-8.
- mit Martin J. Daunton: Worlds of Political Economy. Knowledge and Power in the Nineteenth and Twentieth Centuries. Palgrave Macmillan, Basingstoke 2004, ISBN 1-4039-3218-2.
- mit John A. Hall: Civil Society. A Reader in History, Theory and Global Politics. Palgrave Macmillan, Basingstoke 2005, ISBN 1-4039-1542-3.
- mit Flemming Just: Food and Conflict in Europe in the Age of the Two World Wars. Palgrave Macmillan, Basingstoke 2006, ISBN 1-4039-8684-3.
- mit John Brewer: Consuming Cultures, Global Perspectives. Historical Trajectories, Transnational Exchanges. Berg, Oxford 2006, ISBN 1-84520-246-5.
- mit Mark Bevir: Governance, Citizens, and Consumers. Agency and Resistance in Contemporary Politics. Palgrave Macmillan, Basingstoke 2007, ISBN 978-1-349-35503-7.
- mit Kevin Grant und Philippa Levine: Beyond Sovereignty. Britain, Empire, and Transnationalism, c. 1860–1950. Palgrave Macmillan, Basingstoke 2007, ISBN 978-1-349-54089-1.
- mit Kate Soper: Citizenship and Consumption. Palgrave Macmillan, Basingstoke 2007, ISBN 978-1-349-60086-1.
- mit Alexander Nützenadel: Food and Globalization. Consumption, Markets and Politics in the Modern World. Berg, Oxford 2008, ISBN 978-1-84520-678-9.
- mit Elizabeth Shove und Richard Wilk: Time, Consumption, and Everyday Life. Practice, materiality and culture. Berg, Oxford 2009, ISBN 978-1-84788-364-3.